# 近畿中国四国地方医科大学フットサル大会
近畿中国四国医科大学フットサル大会（きんきちゅうごくしこくいかだいがくフットサルたいかい、通称：近中四）は、西日本で医学部をはじめとする医療系学部が参加するフットサルの地方大会である。
「西日本医科学生総合体育大会（西医体）」にフットサル競技は加盟しておらず、この大会に相当するものとして位置づけられている。

## 概要
近畿中国四国地方の12大学の医学部が加盟している。大会は夏季と冬季の年2回行われる。開催場所は主幹校の所在地や淡路島などが選択される。
「全日本医科学生体育大会王座決定戦（全医体）」に相当する「オールメディカルフットサル大会」とも独立して運営されており、本大会の成績に関わらず、「オールメディカルフットサル大会」に出場することができる。

## 運営
加盟している12大学が共同して運営する形をとっている。各回、主幹校を抽選により決定し、大会運営は主幹校の裁量に大きく委ねられる。事務局などは存在せず、予算も1回完結型の編成で運営される。

## 歴史
2009年に神戸大学医学部フットサル部が中心となり、初回大会が淡路島にて開催された。当初は単発での開催だったが、「西日本医科学生総合体育大会（西医体）」に相当する大会として定期的に開催されることとなった。
新型コロナウイルス感染症の蔓延をうけ、第10回大会より開催されない期間が続いた。
2023年度夏季に第11回大会が川崎医科大学の主幹により開催。小規模であったが大会の復活を果たした。
2023年度冬季に第12回大会が鳥取大学医学部の主幹により開催。本格的な大会運営が再開された。
2024年度夏季に第13回大会が近畿大学医学部の主幹により開催。本大会初めてとなる人工芝ピッチ（J-GREEN堺）で行われた。また男子新人戦トーナメントが公式戦化され、西日本で唯一の医学部生を対象とした定期開催公式新人戦が誕生した。

## 大会規則
インカレサークルや付属専門学校、付属高校生などはエントリーできないものの、「西日本医科学生総合体育大会（西医体）」などの医学部向けの大会に比べ、コメディカルや一般学部生の参加制限は比較的緩い。医学部生が選手登録・出場選手の半数以上を占めることなどが条件とされることが多い。
簡易ルールが適用されることがほとんどであり、玄人以外にも門戸を広げている。

## 加盟校
- 神戸大学医学部
- 京都府立医科大学
- 近畿大学医学部
- 和歌山県立医科大学
- 鳥取大学医学部
- 島根大学医学部
- 川崎医科大学
- 広島大学医学部
- 高知大学医学部
- 山口大学医学部
- 香川大学医学部（2024年度　同好会から部昇格に伴い加盟）
- 愛媛大学医学部（2024年度　新設により加盟）

## 近年の結果
- 第12回　優勝　京都府立医科大学
- 第13回　優勝　高知大学医学部

## 備考
- 山口大学医学部フットサル部は「九州・山口医科学生体育大会」にも参加している。「九州・山口医科学生体育大会（九山）」は「西日本医科学生総合体育大会（西医体）」と異なり、フットサル競技が開催されているためである。
- 他の医科学生体育大会と異なり、医師会や企業が提供しない。